# GPS drawing

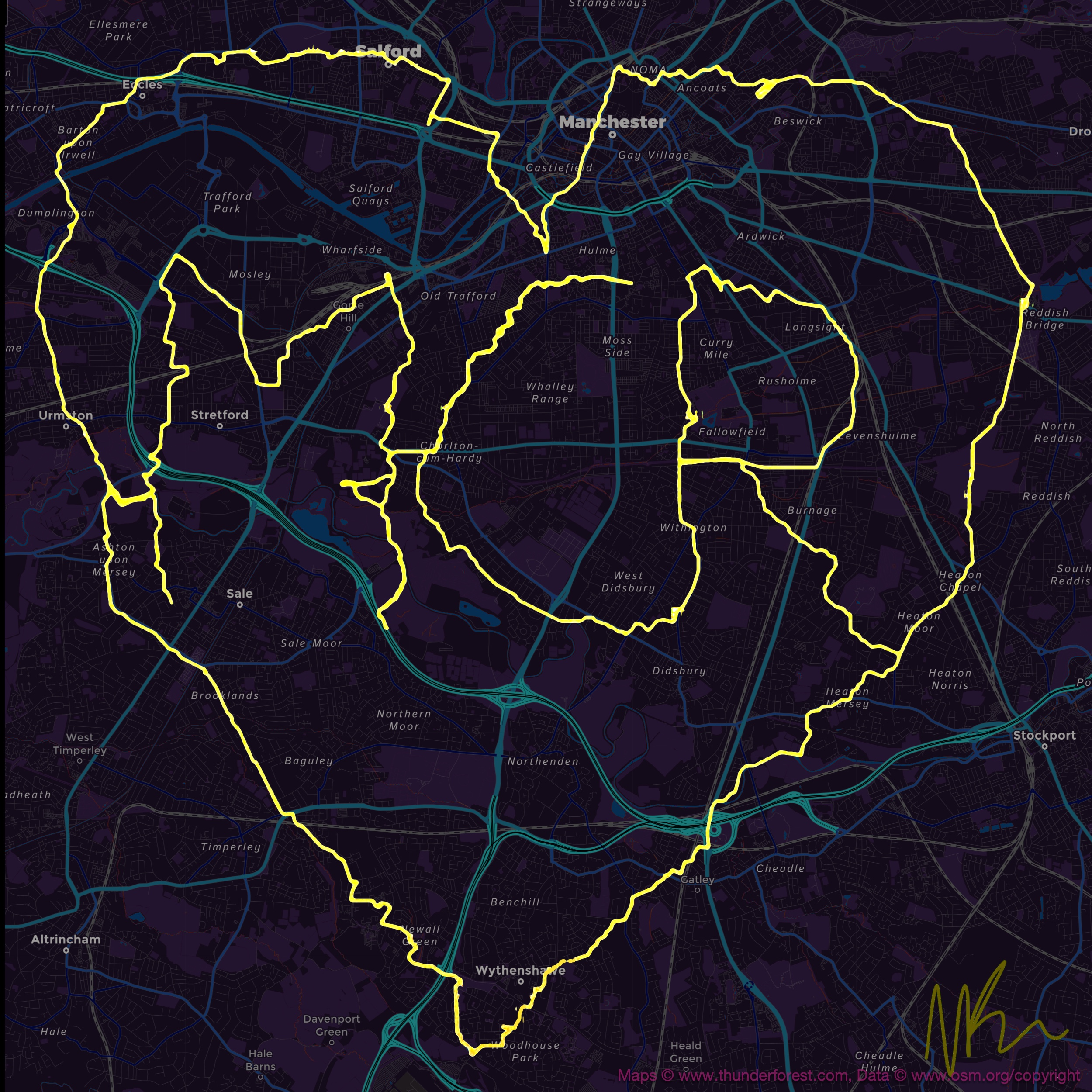
GPS drawing réalisé après l'attentat du 22 mai 2017 à Manchester.

Le GPS drawing ou GPS Art consiste à réaliser des dessins et motifs originaux en utilisant les traces GPS enregistrées par des personnes réalisant un parcours défini en ville suivant les voies de circulation. Ces traces sont affichées sur les cartes Google Maps ou OpenStreetMap et partagées sur les réseaux sociaux.
Ce mouvement est apparu de façon virale depuis le milieu des années 2010 avec la multiplication des applications utilisées par les joggeurs connectés comme Strava ou Mapbox. Le dessin peut également suivre la trace de navigation des avions et s'affranchir du réseau de communication : en décembre 2017, des pilotes ont dessiné un sapin de Noël au-dessus de l’Allemagne pendant un vol d'essai d'un A380 parti de Hambourg.
L'idée a été mise en œuvre pour la première fois dès le début des années 2000 par les artistes Hugh Pryor et Jeremy Wood, avec la réalisation d'un poisson de 13 km de large dans l'Oxfordshire, des araignées avec des pattes de 21 km de long à Port Meadow (Oxford).
En 2010, le Livre Guinness des records enregistre la plus grande demande en mariage créée par le Japonais Yasushi Takahashi qui a parcouru 7 163,7 km dans tout le Japon pour écrire en anglais : Marry Me accompagné d'un cœur transpercé.
En France, la triathlète et blogueuse Marine Leleu a été une des premières à populariser ce concept au grand public en réalisant un requin en parcourant les rues de Paris.